# Glacier Kahiltna
Le glacier Kahiltna est un glacier d'Alaska aux États-Unis situé dans le borough de Denali et dans le borough de Matanuska-Susitna. Il fait 71 km de long.
C'est le plus long glacier de la chaîne d'Alaska. Il naît sur la face sud-ouest du mont McKinley près du col Kahiltna à 3 000 mètres d'altitude. Son cours principal s'étend entre le mont Foraker à l'ouest et le mont Hunter à l'est.
Il possède plusieurs branches : East Fork, Northeast Fork et Southeast Fork.